# Enzo Forletta
Enzo Forletta (Francia, 15 de junio de 1994) es un jugador profesional francés de rugby que se desempeña en la posición de pilar izquierdo en Montpellier Hérault Rugby, equipo perteneciente a la liga Top 14.

## Carrera
Forletta es un jugador de formación francesa (JIFF). Comenzó su carrera deportiva con el equipo Étoile Sportive Catalane, en el cual jugó dos temporadas (2009-2011), después pasó a Union Sportive Arlequins Perpignanais (2011-2020), luego a Montpellier Hérault Rugby, donde lleva jugando cuatro temporadas.